# Inosinate de calcium
L'inosinate de calcium est le sel de calcium du nucléoside inosine. Il s'agit d'un additif alimentaire utilisé comme exhausteur de goût sous le numéro E633.
Tout comme l'inosinate disodique et l'inosinate dipotassique qui lui sont apparentés, il possède une saveur unami.